# ŽNK Podravina 02 Ludbreg
ŽNK Podravina 02, ženski je nogometni klub iz Ludbrega.

## Povijest
Ženski nogometni klub Podravina 02 osnovan je 2002. godine. Klub je osnovan na inicijativu djevojaka s ludbreškoga područja. Klub je i organizator malonogometnoga turnira.
Natječe se u 2. HNLŽ Skupina Sjever - Zapad i u županijskoj malonogometnoj ligi.

## Nagrade i priznanja
- 2012.: Plaketa Grada Ludbrega.[1]